# FC Flora Tallinn
FC Flora Tallinn este o echipă de fotbal din Tallinn, Estonia.

## Titluri
- Meistriliiga: (15)[3]

1994, 1995, 1997, 1998, 2001, 2002, 2003, 2010, 2011, 2015, 2017, 2019, 2020, 2022, 2023
- Cupa Estoniei: (5)[4]

1994-95, 1997-98, 2007–08, 2008–09, 2010–11
- Supercupa Estoniei: (6)[5]

1998, 2002, 2003, 2004, 2009, 2011

## FC Flora în fotbalul estonian
| Sezon   | Ligă | Post | J  | V  | E | Î | GP  | GÎ | G  | Pct. | Note                                                                                             | Golgeter                              | Avg. Att. | Cup |
| ------- | ---- | ---- | -- | -- | - | - | --- | -- | -- | ---- | ------------------------------------------------------------------------------------------------ | ------------------------------------- | --------- | --- |
| 1992    | 1E   | 4    | 13 | 8  | 3 | 2 | 53  | 13 | 40 | 19   | Promovare în Prima Ligă Estoniană                                                                |                                       |           |     |
| 1992    | 1C   | 4    | 7  | 3  | 2 | 2 | 17  | 9  | 8  | 8    | Promovare în Prima Ligă Estoniană                                                                |                                       |           |     |
| 1992–93 | 1    | 2    | 22 | 15 | 4 | 3 | 63  | 13 | 50 | 34   |                                                                                                  |                                       |           |     |
| 1993–94 | 1    | 1    | 22 | 15 | 6 | 1 | 61  | 9  | 52 | 36   |                                                                                                  |                                       |           |     |
| 1994–95 | 1    | 1    | 14 | 10 | 4 | 0 | 32  | 4  | 28 | 34   | Jumătate din punctele primei faze au fost transferate la grupa campionatului. 29 / 2 = 14.5 → 15 |                                       |           | W   |
| 1994–95 | 1C   | 1    | 10 | 7  | 3 | 0 | 27  | 6  | 21 | 41   | Jumătate din punctele primei faze au fost transferate la grupa campionatului. 29 / 2 = 14.5 → 15 |                                       |           | W   |
| 1995–96 | 1    | 3    | 14 | 6  | 4 | 4 | 37  | 19 | 18 | 22   | Jumătate din punctele primei faze au fost transferate la grupa campionatului. 29 / 2 = 14.5 → 15 | Lembit Rajala (16)                    |           |     |
| 1995–96 | 1C   | 2    | 10 | 6  | 2 | 2 | 14  | 3  | 9  | 31   | Jumătate din punctele primei faze au fost transferate la grupa campionatului. 29 / 2 = 14.5 → 15 | Lembit Rajala (16)                    |           |     |
| 1996–97 | 1    | 2    | 14 | 9  | 2 | 3 | 27  | 9  | 18 | 29   | Jumătate din punctele primei faze au fost transferate la grupa campionatului. 29 / 2 = 14.5 → 15 |                                       |           |     |
| 1996–97 | 1C   | 2    | 10 | 7  | 2 | 1 | 27  | 7  | 18 | 38   | Jumătate din punctele primei faze au fost transferate la grupa campionatului. 29 / 2 = 14.5 → 15 |                                       |           |     |
| 1997–98 | 1    | 1    | 14 | 12 | 1 | 1 | 39  | 6  | 33 | 37   | Jumătate din punctele primei faze au fost transferate la grupa campionatului. 29 / 2 = 14.5 → 15 | Andres Oper (8)                       |           | W   |
| 1997–98 | 1C   | 1    | 10 | 7  | 2 | 1 | 34  | 10 | 24 | 42   | Jumătate din punctele primei faze au fost transferate la grupa campionatului. 29 / 2 = 14.5 → 15 |                                       |           | W   |
| 1998    | 1    | 1    | 14 | 11 | 2 | 1 | 46  | 14 | 32 | 35   |                                                                                                  | Andres Oper (10) Indrek Zelinski (10) |           | W   |
| 1999    | 1    | 3    | 28 | 13 | 8 | 7 | 60  | 33 | 27 | 47   | Indrek Zelinski (14)                                                                             |                                       | SF        |     |
| 2000    | 1    | 2    | 28 | 16 | 7 | 5 | 51  | 25 | 26 | 55   | Meelis Rooba (10)                                                                                |                                       |           |     |
| 2001    | 1    | 1    | 28 | 21 | 5 | 2 | 62  | 18 | 44 | 68   | Aleksandr Kulik (14)                                                                             |                                       | F         |     |
| 2002    | 1    | 1    | 28 | 20 | 4 | 4 | 79  | 25 | 54 | 64   | Tor Henning Hamre (23)                                                                           |                                       | QF        |     |
| 2003    | 1    | 1    | 28 | 24 | 4 | 0 | 105 | 21 | 74 | 76   | Tor Henning Hamre (39)                                                                           |                                       | F         |     |
| 2004    | 1    | 3    | 28 | 18 | 4 | 6 | 83  | 25 | 58 | 58   | Vjatšeslav Zahovaiko (28)                                                                        | 204                                   | SF        |     |
| 2005    | 1    | 4    | 36 | 21 | 6 | 9 | 81  | 36 | 45 | 69   | Vjatšeslav Zahovaiko (19)                                                                        | 252                                   | SF        |     |
| 2006    | 1    | 3    | 36 | 26 | 4 | 6 | 93  | 34 | 59 | 82   | Vjatšeslav Zahovaiko (25)                                                                        |                                       | F         |     |
| 2007    | 1    | 2    | 36 | 26 | 5 | 5 | 108 | 30 | 78 | 83   | Jarmo Ahjupera (17)                                                                              |                                       | 1/16      |     |
| 2008    | 1    | 2    | 36 | 28 | 7 | 1 | 113 | 28 | 85 | 91   | Sander Post (19)                                                                                 | 214                                   | W         |     |
| 2009    | 1    |      |    |    |   |   |     |    |    |      |                                                                                                  |                                       | W         |     |

C = Prima Ligă; E = A doua ligă

## Loul actual de jucători (2011-2012)
Din 3 august 2011.
| Nr. |          | Poziție | Jucător             |
| --- | -------- | ------- | ------------------- |
| 1   | Estonia  | P       | Stanislav Pedõk     |
| 2   | Estonia  | F       | Johannes Kukebal    |
| 4   | Estonia  | F       | Aleksei Jahhimovitš |
| 5   | Estonia  | F       | Meelis Peitre       |
| 6   | Estonia  | F       | Karol Mets          |
| 7   | Norvegia | A       | Geir Andre Herrem   |
| 8   | Estonia  | A       | Hannes Anier        |
| 9   | Estonia  | A       | Rauno Alliku        |
| 10  | Estonia  | M       | Sergei Mošnikov     |
| 11  | Estonia  | M       | Siim Luts           |
| 12  | Estonia  | P       | Aiko Orgla          |
| 14  | Estonia  | A       | Henri Anier         |
| 15  | Estonia  | M       | Karl-Eerik Luigend  |

| Nr. |          | Poziție | Jucător                                |
| --- | -------- | ------- | -------------------------------------- |
| 16  | Estonia  | F       | Markus Jürgenson                       |
| 18  | Rusia    | M       | Nikolay Mashichev                      |
| 19  | Estonia  | F       | Gert Kams                              |
| 20  | Estonia  | A       | Alo Dupikov                            |
| 22  | Estonia  | F       | Nikita Baranov                         |
| 23  | Estonia  | F       | Jürgen Henn                            |
| 24  | Estonia  | F       | Karl Palatu (captain)                  |
| 25  | Estonia  | M       | Andre Frolov                           |
| 30  | Estonia  | M       | Eron Krillo                            |
| 32  | Norvegia | M       | Erik Midtgarden (on loan from Vitesse) |
| 41  | Finlanda | M       | Valeri Minkenen                        |
| 49  | Georgia  | M       | Zakaria Beglarishvili                  |

### Jucători notabili
| Estonia - Alo Bärengrub - Enar Jääger - Risto Kallaste - Toomas Kallaste - Janek Kiisman - Urmas Kirs - Dzintar Klavan - Ragnar Klavan - Marko Kristal - Liivo Leetma - Alari Lell - Marek Lemsalu - Martin Lepa - Joel Lindpere - Pavel Londak - Andres Oper - Mati Pari - Raio Piiroja - Mart Poom - Taavi Rähn - Lembit Rajala - Martin Reim - Meelis Rooba - Urmas Rooba - Tarmo Saks - Maksim Smirnov - Andrei Stepanov - Sergei Terehhov - Kristen Viikmäe - Indrek Zelinski | Azerbaidjan - Zaur Tagizade Finlanda - Juha Hakola - Jasse Jalonen - Jesper Johansson - Jonatan Johansson - Janne Oinas Georgia - Otar Korghalidze Lituania - Algimantas Briaunis - Darius Magdišauskas - Viktoras Olšanskis - Tomas Ražanauskas - Tomas Sirevičius - Raimondas Vainoras - Ričardas Zdančius Olanda - Ray Fränkel Norvegia - Tor Henning Hamre - Glen Atle Larsen |

- O listă cu toți jucătorii notabili puteți găsi aici.

#### Cele mai multe apariții
| #  | Nume               | Perioadă            | Meciuri |
| -- | ------------------ | ------------------- | ------- |
| 1  | Martin Reim        | 1992–1999 2001–2008 | 385     |
| 2  | Marko Kristal      | 1989–1999 2001–2004 | 263     |
| 3  | Teet Allas         | 2000–               | 207     |
| 4  | Viktor Alonen      | 1992–2001           | 163     |
| 5  | Kristen Viikmäe    | 1996–2000 2004–2008 | 141     |
| 6  | Aleksander Saharov | 1999–2005           | 138     |
| 7  | Martin Kaalma      | 1996 1998 2001–2006 | 134     |
| 8  | Erko Saviauk       | 1997–2004           | 133     |
| 9  | Urmas Kirs         | 1992–1999           | 131     |
| 10 | Kert Haavistu      | 1999–2005           | 131     |

#### Cele mai multe goluri
| #  | Nume                 | Perioadă                      | Goluri |
| -- | -------------------- | ----------------------------- | ------ |
| 1  | Vjatšeslav Zahovaiko | 1999 2003–                    | 108    |
| 2  | Martin Reim          | 1992–1999 2001–2008           | 68     |
| 3  | Kristen Viikmäe      | 1996–2000 2004–2008           | 64     |
| 4  | Tor Henning Hamre    | 2002–2003                     | 62     |
| 5  | Indrek Zelinski      | 1993–1999 2001                | 62     |
| 6  | Marko Kristal        | 1989–1999 2001–2004           | 51     |
| 7  | Jarmo Ahjupera       | 2001 2003–2004 2006–2009      | 48     |
| 8  | Andres Oper          | 1994–1999                     | 44     |
| 9  | Lembit Rajala        | 1987–1989 1991–1996           | 39     |
| 10 | Joel Lindpere        | 2000–2001 2002–2004 2005–2006 | 38     |

## Antrenori
| Sezon     | Țară          | Nume              |
| --------- | ------------- | ----------------- |
| 1990–1991 | Estonia       | Aivar Pohlak      |
| 1992      | Lituania      | Raimondas Kotovas |
| 1993–1995 | Estonia       | Roman Ubakivi     |
| 1996–1999 | Islanda       | Teitur Thordarson |
| 2000      | Estonia       | Tarmo Rüütli      |
| 2001–2004 | Țările de Jos | Arno Pijpers      |
| 2004–2005 | Estonia       | Janno Kivisild    |
| 2006–2008 | Finlanda      | Pasi Rautiainen   |
| 2009–     | Estonia       | Tarmo Rüütli      |